# Papilio carolinensis
Papilio carolinensis là một loài bướm thuộc họ Papilionidae. Nó là loài đặc hữu của Philippines.